# Miraji
Pour plus de détails, voir Fiche technique et Distribution.
Miraji (Миражи) est un film russe réalisé par Piotr Tchardynine, sorti en 1915,.

## Fiche technique
- Photographie : Vladimir Siversen